# Лазар Марковић Чађа
Лазар Марковић Чађа (Гргуревци, код Сремске Митровице, 1. април 1925 — Београд, јануар 2004) био је учесник Народноослободилачке борбе, пуковник ЈНА, генерал-мајор Војске Југославије у резерви и народни херој Југославије.

## Биографија
Рођен је 1. априла 1925. у селу Гргуревцима, код Сремске Митровице. Још као димничарски шегрт у Руми, слушао је о револуционарном радничком покрету.
После окупације Краљевине Југославије, као млади радник, одлазио је на састанке које су млађим радницима и сељацима одржавали организатори Народноослободилачког покрета (НОП).
Марта 1942, са непуних седамнаест година, напустио је занат и узевши од свог газде пушку отишао у Фрушку гору и међу фрушкогорским партизанима постао тада најмлађи борац. Да би га партизани у Фрушкогорском партизанском одреду примили у своје редове и да би измакао потери, он је претходно посекао телефонске жице између Руме и Ирига. Већ у првим борбеним окршајима против немачке експедиције, која је у јуну 1942. покушала да продре на Фрушку гору, испољио је велику храброст, због гега је од политичког комесара Слободана Бајића Паје, као награду добио одобрење да носи пушкомитраљез марке „Брно“.
Када су сремски партизани у новембру 1942. прешли у источну Босну, водили су тешке борбе против четника. У овим борбама је се више пута истакао — у борбама на Сухом Пољу против четника војводе Ђуре Биџића, у селу Недељишту у околини Шековића, затим на планини Мајевици и касније у Петој непријатељској офанзиви у борбама за Власеницу, Зворник, Цапарде (на комуникацији Зворник–Тузла).
Први батаљон Прве војвођанске ударне бригаде у коме се налазио, изненада су почетком 1943. опколиле усташе код села Недељишта. Чађа је са својим пушкомитраљезом допринео да се не затвори обруч непријатеља око батаљона, који се налазио на одмарању. На делу положаја свог батаљона, пушкомитраљезом је покосио неколико десетина и са својим друговима натерао око двестотине усташа у бекство. Такође, истакао се у одбрани Шековића. Када су бомбаши полазили на освајање бункера, увек су тражили да им Чађа својим пушкомитраљезом буде заштитница. У чланство Комунистичке партије Југославије (КПЈ) примљен је 1. марта 1943. године.
Убрзо је постао командир вода. У борбама код Цапарда топовским шрапнелима је рањен у обе ноге, руке и стомак. Пребачен је на лечење у Бродац, где је завршио курс за командира чете и после краћег времена је прешао у Босутске шуме, где је био први командир обезбеђења Главног штаба НОВ и ПО Војводине. Одатле је упућен у Први фрушкогорски партизански одред за заменика командира Прве чете. Учествује у ликвидацији усташког упоришта код села Манђелоса и у борби код Шашинаца и Купинова против четника, који су долазили из Србије. Ускоро постаје командир Прве чете и води борце у све акције које организује Фрушкогорски партизански одред.
Почетком 1944, у делимичној офанзиви домобрана, усташа и једног немачког батаљона, учествује у акцијама преко Сремских Карловаца, Крушедола и Буковца. После ових борби, због испољеног јунаштва и уметности ратовања, постављен је за команданта Првог батаљона Осме војвођанске ударне бригаде. Међутим, и као командант батaљона није се одвајао од свог пушкомитраљеза. На Батиној скели, на положају званом Казук, у новембру 1944, успешно је водио свој батаљон до Дарде и врло брзо избио на Драву код Осијека, испред јединица Црвене армије.
У борби на Дравском фронту, код Осијека, пред крај новембра и почетком децембра 1944, када је 51. војвођанска дивизија изводила форсирање Драве, код Осијека, у оквиру Осме војвођанске ударне бригаде, добија специјални задатак. Успешно је форсирао 14 километара изливену Драву, докопао се села Белог брда, код Осијека, овладао њиме и озбиљно угрозио непријатеља који је бранио Осијек са правца Вуковара. После дводневних борби, одсечен од свих снага, својим батаљоном из Белог брда пробија непријатељски обруч и извлачи батаљон преко села Вере, Бобота и Трипња у састав Шестог славонског корпуса, којим је командовао Мате Јерковић.
Приликом борби за коначно ослобођење земље, у борби за Осијек и Славонску посавину, постаје заменик команданта Осме војвођанске ударне бригаде и у чину капетана Југословенске армије (ЈА) дочекује крај рата на граници са Аустријом, докле је његова бригада стигла гонећи непријатеља.

### Послератни период
После рата, завршио је Вишу војну академију ЈНА и налазио се на одговорним дужностима у оклопним јединицама Југословенске народне армије (ЈНА). Пензионисан је 1978. из Савезног секретаријата за народну одбрану (ССНО), у чину пуковника ЈНА. Након НАТО агресије на СРЈ, унапређен је у чин генерал-мајора Војске Југославије у резерви, 29. децембра 1999. године.
Преминуо је јануара 2004. у Београду и сахрањен је у Алеји народних хероја на Новом гробљу у Београду.
Носилац је бројних југословенских одликовања, међу којима су — Орден заслуга за народ са сребрним зрацима, Орден за храброст, Орден партизанске звезде са пушкама и др. Орденом народног хероја одликован је 26. септембра 1953. године.